# Rennrodel-Challenge-Cup

Die FIL organisierte den Challenge Cup von 1999 bis 2010.

Der Rennrodel-Challenge-Cup war ein Wintersportwettbewerb, der von 1999/00 bis 2009/10 ausgetragen wurde.
Der Challenge Cup zeichnete sich im Gegensatz zum Rennrodel-Weltcup, der parallel an den gleichen Orten stattfand, durch ein K.-o.-System aus: Jeweils zwei Rodler trafen aufeinander, der Sieger des Duells kam eine Runde weiter. Meistens schnitten die im Weltcup erfolgreichen Rodler auch beim Challenge Cup gut ab; häufiger kam es jedoch auch zu Überraschungssiegen. Im Sommer 2010 entschied sich der Rennrodelweltverband FIL dazu, den Challenge Cup ersatzlos zu streichen.

## Austragungsmodus

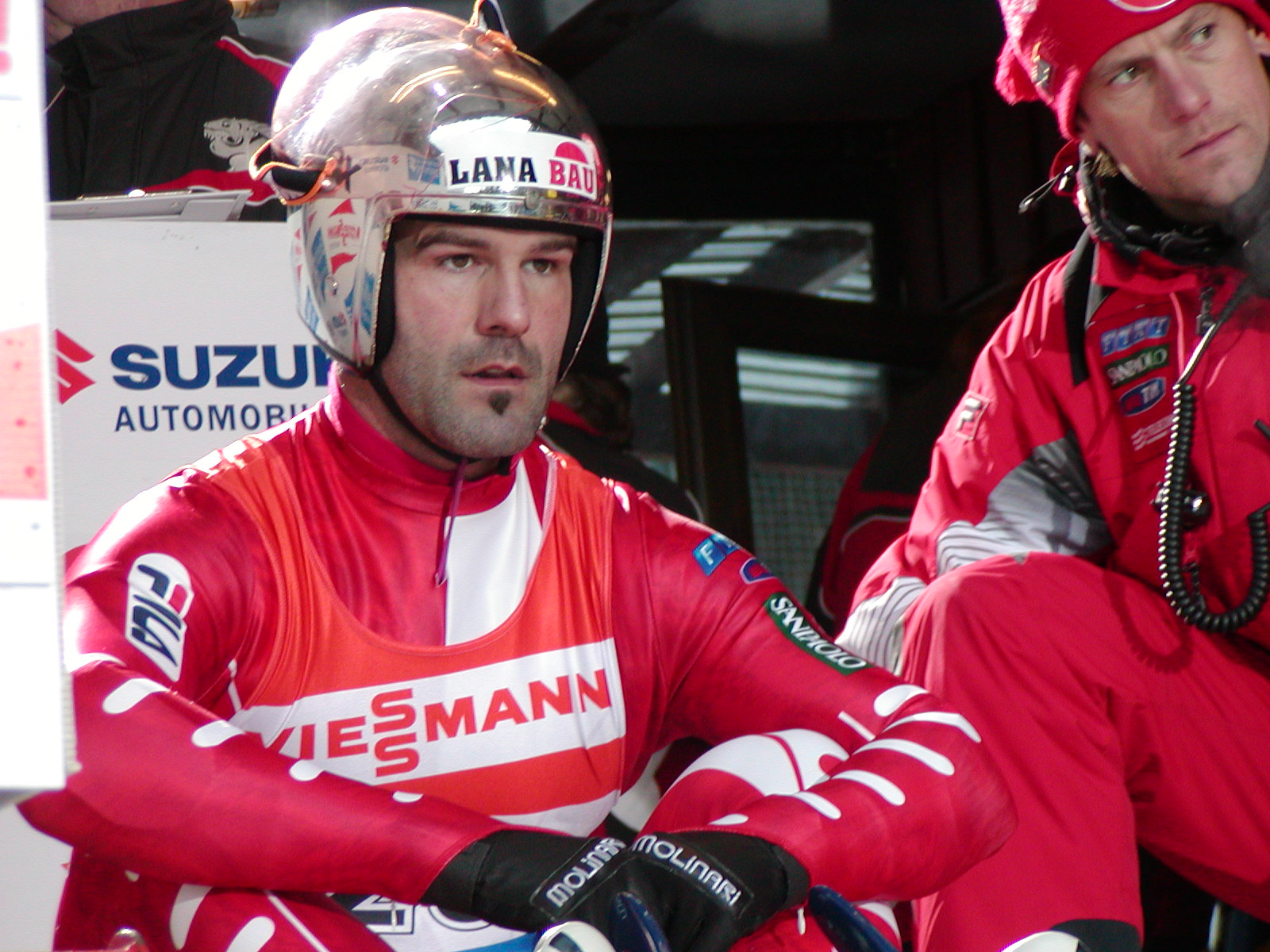
Armin Zöggeler gewann sechsmal den Challenge Cup.

Die Austragungsmodi in den verschiedenen Wettbewerben des Challenge Cups wurden in den vergangenen Jahren immer wieder variiert.

### Damen
In den Saisons 2000/01 bis 2003/04 traten die Sportlerinnen in einer K.-o.-Runde in fünf Paarungen gegeneinander an. Die Gewinnerinnen und die schnellste Verliererin kamen in die Semifinalrunde und die vier Bestplatzierten in die Finalrunde. Ab der Saison 2004/05 gab es zuerst eine Gruppenphase mit vier Gruppen. Nur die Erstplatzierte kam ins Halbfinale, welches wie das Finale im K.-o.-System ausgetragen wurde.

### Herren
Von 2000/01 bis 2003/04 gab es zunächst zwei K.-o.-Runden aus denen in der ersten zehn, aus der zweiten die fünf Finalrundenteilnehmer hervorgingen. Ab der Saison 2004/05 änderte sich der Modus auf eine Gruppenphase mit vier Gruppen (drei Sportler pro Gruppe), deren Sieger sich für das Halbfinale qualifizierten. Ab dem Halbfinale traten dann jeweils zwei Sportler im K.-o.-System gegeneinander an. In der Saison 2005/06 und für die folgenden Jahre wurde die Stärke der Erstrundengruppen auf vier erhöht.

### Doppelsitzer
Bis zur Saison 2005/06 entwickelte sich der Austragungsmodus analog zu dem der Damen, danach wurde auf ein reines K.-o.-System in drei Runden umgestellt.

## Austragungsorte
- Lillehammer (NOR) (1999/00, 2002/03, 2009/10)
- Sigulda (LAT) (1999/00, 2001/02, 2004/05, 2006/07, 2007/08)
- Königssee (GER) (1999/00, 2001/02, 2003/04)
- Calgary (CAN) (1999/00, 2001/02, 2007/08, 2008/09, 2009/10)
- Innsbruck-Igls (AUT) (1999/00, 2000/01, 2002/03, 2004/05, 2005/06, 2007/08, 2008/09)
- Oberhof (GER) (2000/01, 2005/06, 2006/07)
- La Plagne (FRA) (2000/01)
- Altenberg (GER) (2000/01, 2002/03-2008/09)
- Winterberg (GER) (2001/02-2004/05)
- Park City (USA) (2003/04, 2006/07)
- Turin (ITA) (2005/06)
- Cesana (ITA) (2008/09, 2009/10)

## Challenge-Cup-Sieger
| Jahr    | Sieger Damen            | Sieger Herren      | Sieger Doppelsitzer                |
| ------- | ----------------------- | ------------------ | ---------------------------------- |
| 1999/00 | Sylke Otto              | Armin Zöggeler     | Mark Grimmette/Brian Martin        |
| 2000/01 | Sylke Otto              | Armin Zöggeler     | André Florschütz/Torsten Wustlich  |
| 2001/02 | Sylke Otto              | Markus Prock       | Mark Grimmette/Brian Martin        |
| 2002/03 | Sylke Otto              | Markus Kleinheinz  | Mark Grimmette/Brian Martin        |
| 2003/04 | Sylke Otto              | Georg Hackl        | Patric Leitner/Alexander Resch     |
| 2004/05 | Natalja Jakuschenko     | Albert Demtschenko | André Florschütz/Torsten Wustlich  |
| 2005/06 | Sylke Otto              | David Möller       | Christian Oberstolz/Patrick Gruber |
| 2006/07 | Silke Kraushaar-Pielach | Armin Zöggeler     | Christian Oberstolz/Patrick Gruber |
| 2007/08 | Silke Kraushaar-Pielach | Armin Zöggeler     | Patric Leitner/Alexander Resch     |
| 2008/09 | Tatjana Hüfner          | Armin Zöggeler     | Plankensteiner/Haselrieder         |
| 2009/10 | Tatjana Hüfner          | Armin Zöggeler     | Christian Oberstolz/Patrick Gruber |

## Namenssponsoren
Die offiziellen Sponsoren waren von der Saison 1999/00 bis 2000/01 LUK, von 2001/02 bis 2003/04 Krombacher, von 2004/05 bis 2008/09 Suzuki und in der Saison 2009/10 Tiscover.